# Ченезеллі
Ченезеллі (італ. Ceneselli, вен. Cenesełi) — муніципалітет в Італії, у регіоні Венето, провінція Ровіго.
Ченезеллі розташоване на відстані близько 360 км на північ від Рима, 90 км на південний захід від Венеції, 34 км на захід від Ровіго.
Населення — 1744 особи (2014).

## Демографія
Населення за роками:

Станом на 1 січня 2023 року в муніципалітеті офіційно проживало 250 іноземців з 13 країн, серед них 60 громадян країн Євросоюзу та 8 громадян України.

## Сусідні муніципалітети
- Кальто
- Кастельмасса
- Кастельново-Баріано
- Джаччано-кон-Барукелла
- Салара
- Тречента